# Fulton megye (Ohio)
Fulton megye az Amerikai Egyesült Államokban, azon belül Ohio államban található. Megyeszékhelye és legnagyobb városa Wauseon. Lakosainak száma 42 713 fő (2020. április 1.). Fulton megye Lenawee, Henry, Lucas, Williams és Hillsdale megyékkel határos.

## Népesség
A megye népességének változása:
| Lakosok száma | 42 663 | 42 535 | 42 572 | 42 488 | 42 537 | 42 713 |
|               | 2010   | 2011   | 2012   | 2013   | 2015   | 2020   |